# تاتا زنون
تاتا زنون (Tata Xenon) خودرویی است که از سال ۲۰۰۶–کنون در پونه و آرژانتین و تایلند تولید شده‌است. است. سیستم جعبه‌دندهٔ آن ۵ دنده به صورت دستی است.